# François Boissier de Sauvages de Lacroix

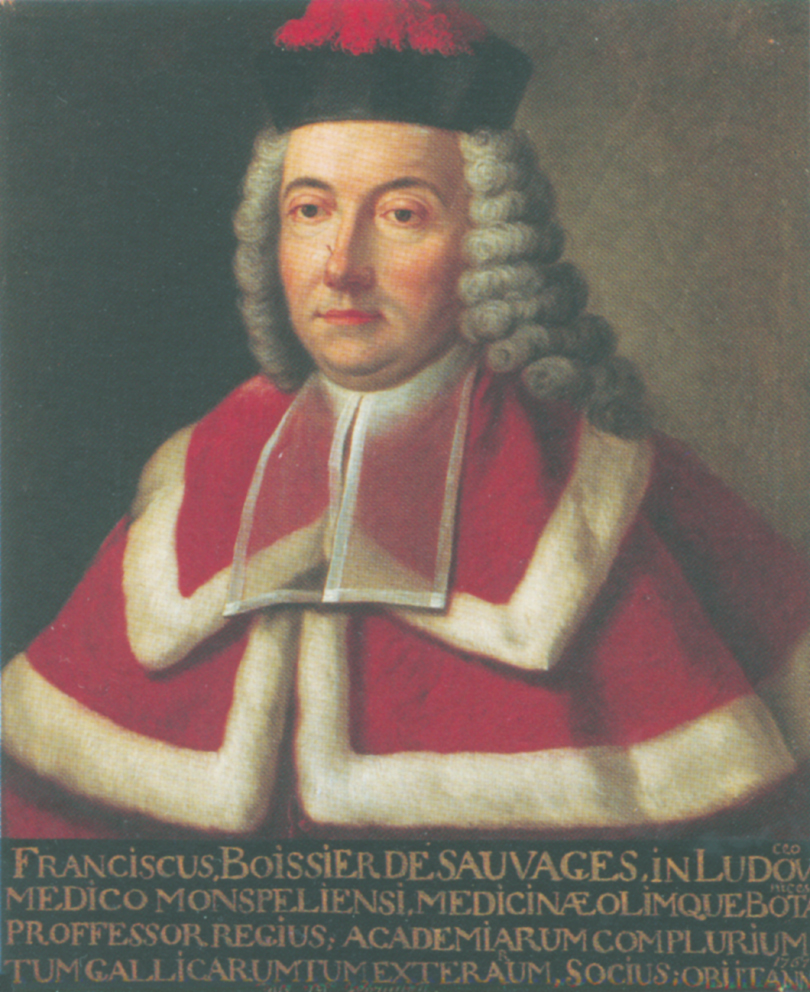
François Boissier de Sauvages de Lacroix.

François Boissier de Sauvages de Lacroix, född 12 maj 1706 i Alès, departementet Gard, död 19 februari 1767 i Montpellier, var en fransk läkare och botaniker.
Sauvages de Lacroix var professor vid Montpellier. Han gjorde med Nosologie méthodique (1759; latinsk upplaga 1769; sedermera flera upplagor) det första nämnvärda försöket att sätta sjukdomarna i system, tydligen enligt Carl von Linnés föredöme inom växt- och djurriket (i fem band). Han utgav även botaniska arbeten, bland annat en Methodus foliorum (1751). Han blev ledamot av svenska Vetenskapsakademien 1748. Året därpå blev han Fellow of the Royal Society, 1754 ledamot av Leopoldina och 1755 ledamöter av Preussiska vetenskapsakademien.
Auktorsnamnet Sauvages kan användas för François Boissier de Sauvages de Lacroix i samband med ett vetenskapligt namn inom botaniken; se Wikipediaartiklar som länkar till auktorsnamnet.